# 演説

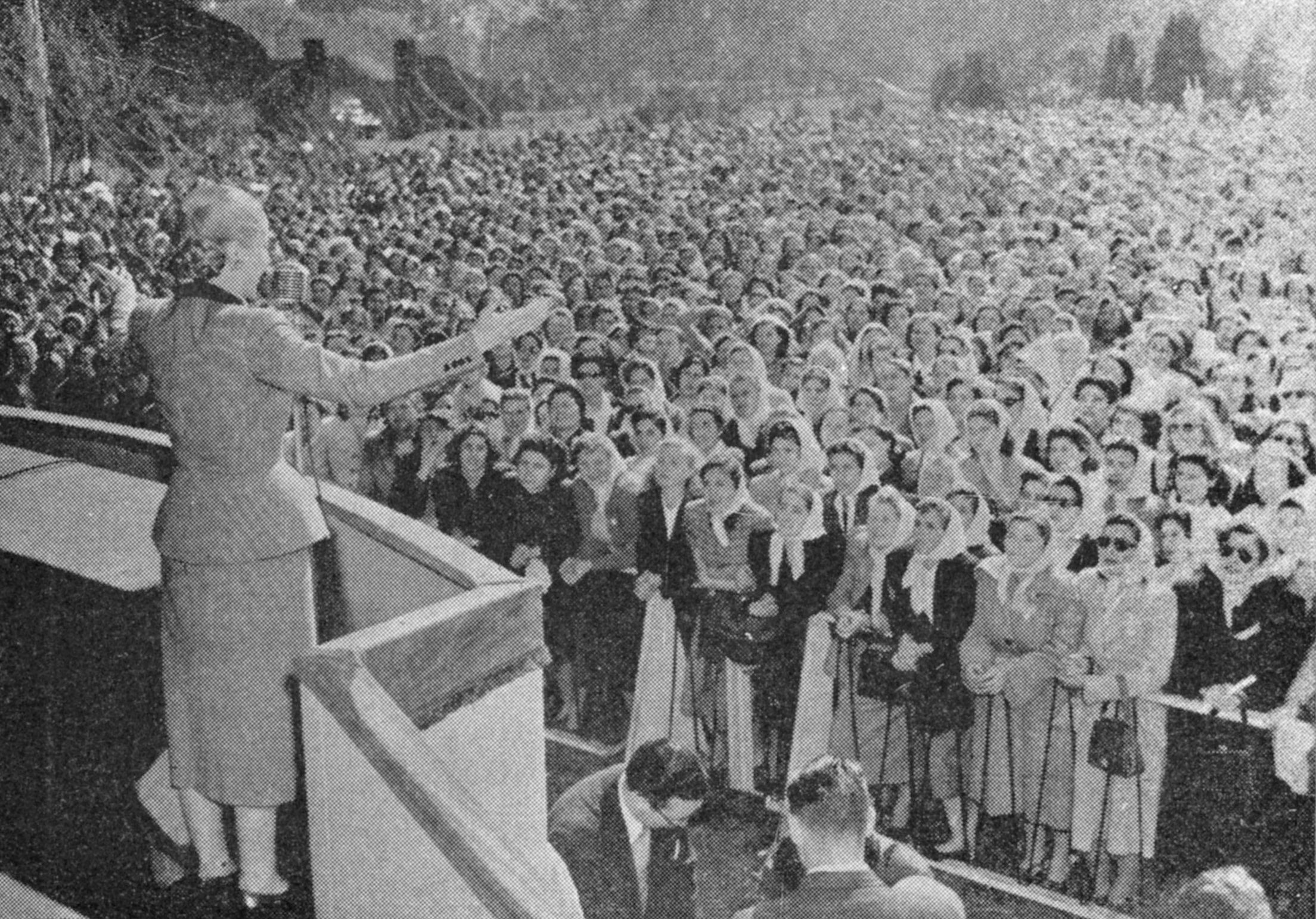
聴衆に向かって演説するエバ・ペロン（フアン・ペロンアルゼンチン大統領夫人）

演説（えんぜつ）とは、議会や民衆などの前で自らの主義、主張を話すこと。スピーチ（英: Speech）ともいう。演舌とも。

## 概要
現在の日本においては日本国憲法において結社、表現、思想の自由などが認められているため、公共の場所ならいつでもどこでも常識の範囲内で演説することができる。また、私有地においても相応の許可を取れば演説が可能である。
日本では一般的に選挙運動期間中に繁華街の駅前などでその選挙区の候補者の演説を聞くことができる。「遊説」（ゆうぜい）ということもある。選挙運動期間以外でも特定の政治団体などが演説会を開催している場合がある。また、議会などで議員が壇上で自らの主張を述べるのも演説と言え、新内閣発足時に慣例として行われる所信表明演説はその全文が新聞に公開されるのが常である。

なお、日本語の「演歌」は、明治の自由民権運動時代にできた言葉で、「演説」が語源である。

## 語源
「演説」という表記は福澤諭吉と慶應義塾関係者による造語である。当初、福澤の出身地である旧中津藩で上申に用いられていた「演舌書」という文書があり、「舌の字は餘（あま）り俗なり、同音の説の字に改めん」（『福澤全集緒言』より）としたことが端緒である。
1874年6月27日、第1回三田演説会がひらかれ、会員福澤諭吉・小幡篤次郎ら14人が演説した。これが演説会の初めとされることがある。

### 仏教用語に於ける演説
ニルデーシャ（निर्देश、サンスクリット語）の訳で、教えを演べ説くこと。法（真理や道理など）を人々にわかりやすく説き明かすことを言う。
前述の福澤諭吉等の翻訳以前は、主にこちらの意味で演説という語句が使われていた。「説法」「説教」を参照。

## 歴史上有名な演説
- カティリナ弾劾演説
- ローマが人類に残した教訓（ローマ帝国第4代皇帝 クラウディウス）
- 北条政子の演説（1221年：鎌倉幕府初代将軍 源頼朝御台所・北条政子）
- ティルベリー演説（1588年8月18日）/黄金演説（英語版） （1601年11月30日:イングランド女王 エリザベス1世）
- 鉄血演説（プロイセン首相 オットー・フォン・ビスマルク）
- ゲティスバーグ演説（1863年11月19日：アメリカ合衆国大統領 エイブラハム・リンカーン）
- 超然演説（内閣総理大臣･黒田清隆）
- 蛮勇演説
- 桂太郎弾劾演説（1913年（大正2年）2月5日：衆議院議員･尾崎行雄）
- 共和演説（第1次大隈内閣文部大臣･尾崎行雄）
- 腹切り問答（衆議院議員･浜田国松）
- アドルフ・ヒトラーの演説一覧（ナチ党党大会など）
- 粛軍演説（1936年5月7日）/反軍演説（1940年2月2日：以上2つ衆議院議員･斎藤隆夫)
- 総力戦演説（1943年2月18日：ナチス・ドイツ宣伝相 ヨーゼフ・ゲッベルス）
- 鉄のカーテン演説（1946年3月5日：第61・63代イギリス首相ウィンストン・チャーチル)
- 大統領就任演説（1961年1月20日：アメリカ合衆国大統領　ジョン・F・ケネディ）
- ワシントン大行進演説（1963年8月28日：アメリカ合衆国公民権運動指導者　マーティン・ルーサー・キング・ジュニア）
- 自衛隊決起演説（1970年11月25日：作家・三島由紀夫）
- マララ・ユサフザイの国連での演説（2013年7月14日、マララ・デー: 人権活動家   マララ・ユサフザイ)
- 大統領離任演説（英語版）（2017年1月10日：アメリカ合衆国大統領 バラク・オバマ）